# Stagonospora samarorum
Stagonospora samarorum är en svampart som först beskrevs av Jean Baptiste Desmazières, och fick sitt nu gällande namn av Boerema 1970. Stagonospora samarorum ingår i släktet Stagonospora och familjen Phaeosphaeriaceae.   Inga underarter finns listade i Catalogue of Life.